# Minoru Arakawa
Pour les articles homonymes, voir Arakawa (homonymie).
Minoru Arakawa (荒川實, Arakawa Minoru) fut le président de Nintendo of America (NOA) de 1980 à 2002.
Né le 3 septembre 1946 à Kyōto au Japon, il suivit des études à l'université de Kyōto et au Massachusetts Institute of Technology. En 1972, il fut embauché par le conglomérat japonais Marubeni pour aider au développement d'hôtels, bureaux et immeubles en copropriété à l'étranger. Il se maria avec la fille du président de Nintendo Hiroshi Yamauchi, Yoko Yamauchi, mais continua à travailler pour Marubeni. Il déménagea à Vancouver avec sa femme.
Arakawa impressionna Hiroshi avec le sens des affaires qu'il afficha dans ses projets immobiliers à Vancouver. En 1979, Hiroshi l'invita à diriger une usine de production Nintendo en Malaisie. Arakawa rejeta cette offre.
Hiroshi approcha Arakawa de nouveau, un an plus tard, avec une nouvelle offre : fonder Nintendo of America, une offre qu'il accepta. La société fut créée à New York en 1980, et il devint son premier président. Après une expérience désastreuse avec le jeu d'arcade Radar Scope, il rebondit en passant des mauvais résultats obtenus pour Radar Scope au phénoménal succès de Donkey Kong, avec toutes ses suites.
En 1985, lui et Howard Lincoln furent l'instrument de la refonte de l'industrie du jeu vidéo (après le crash de 1983) avec la sortie de la Nintendo Entertainment System. Arakawa engagea également Howard Philips, qui fut extrêmement utile pour la création du magazine Nintendo Power.
En 2002, après 22 ans à la tête de NOA, Arakawa part en retraite. Tatsumi Kimishima, ancien directeur financier de la branche Pokémon de Nintendo, monta pour prendre sa place.
En 2005, il co-fonde Tetris online Inc.
Il est interprété par Ken Yamamura dans le film Tetris (2021) de Jon S. Baird.